# Bahnhof Groningen Noord
Der Bahnhof Groningen Noord (auch Noorderstation genannt) ist ein Bahnhof in der nordniederländischen Stadt Groningen, in der Nähe der Stadtteile Selwerd und Tuinwijk.

## Geschichte

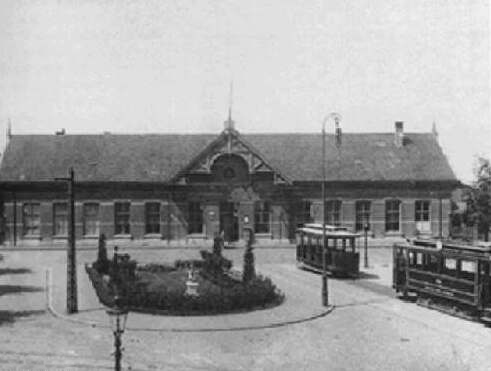
Die alte Noorderstation (1920)

1884 wurde die Bahnstrecke Groningen–Delfzijl eröffnet. An der Strecke wurde der Bahnhof Groningen Halte SS erbaut, der später in Groningen Noord umbenannt wurde. 1893 wurde auch die Bahnstrecke Groningen–Roodeschool eröffnet und die Züge nach Roodeschool hielten nun auch am Nordbahnhof. Beide Strecken werden heute durch Arriva mit Triebwagen von Stadler Rail befahren. Von 1922 bis 1938 und kurze Zeit im Jahr 1940 wurde der Bahnhof auch von Zügen der Bahnstrecke Winsum–Zoutkamp befahren.
Um die Viertel im Nordwesten der Stadt besser von der Innenstadt aus erreichbar zu machen, wurde der Bahnhof auf ein Viadukt verlegt. Das Viadukt wurde 1974 eröffnet. Die Noorderstationsstraat unterquert den Bahnhof seitdem.

## Erneuerungen
2006 begann die Erneuerung des Bahnhofs Groningen Noord unter dem Namen Selwerd Spoort. Ende 2006 ist dabei ein Teil des Bahnsteigs erneuert worden.

## Streckenverbindungen
Folgende Linien verkehren im Jahresfahrplan 2022 am Bahnhof Groningen Noord:
| Zugtyp             | Linienverlauf                                           | Frequenz                                    |
| ------------------ | ------------------------------------------------------- | ------------------------------------------- |
| Stoptrein (Arriva) | Groningen – Groningen Noord – Roodeschool (– Eemshaven) | halbstündlich (2–4× täglich nach Eemshaven) |
| Stoptrein (Arriva) | Groningen – Groningen Noord – Delfzijl                  | halbstündlich                               |